# Phyllonorycter idolias
Phyllonorycter idolias là một loài bướm đêm thuộc họ Gracillariidae. Loài này có ở Algérie.
The food plant is unknown, but a specimens were beaten from Quercus species.